# Buitinga
Buitinga là một chi nhện trong họ Pholcidae.

## Các loài
Các loài trong chi này gồm:
- Buitinga amani Huber, 2003
- Buitinga asax Huber, 2003
- Buitinga buhoma Huber, 2003
- Buitinga ensifera (Tullgren, 1910)
- Buitinga globosa (Tullgren, 1910)
- Buitinga griswoldi Huber, 2003
- Buitinga kadogo Huber, 2003
- Buitinga kanzuiri Huber, 2003
- Buitinga kihanga Huber, 2003
- Buitinga kikura Huber, 2003
- Buitinga lakilingo Huber, 2003
- Buitinga mazumbai Huber, 2003
- Buitinga mbomole Huber, 2003
- Buitinga mulanje Huber, 2003
- Buitinga nigrescens (Berland, 1920)
- Buitinga ruhiza Huber, 2003
- Buitinga ruwenzori Huber, 2003
- Buitinga safura Huber, 2003
- Buitinga tingatingai Huber, 2003
- Buitinga uzungwa Huber, 2003